# Lago Verde (Parma)
Il lago Verde è un lago di origine glaciale dell'appennino parmense, nel comune di Monchio delle Corti. È il lago più profondo e il terzo più vasto (dopo il lago Santo e il lago Ballano) della provincia di Parma.

## Caratteristiche
Il lago è situato all'interno del Parco dei Cento Laghi, a pochi chilometri dal confine tra l'Emilia-Romagna e la Toscana. Si trova circa 4 km a sud est dal monte Sillara (1.861 m) e circa 1 km a sud ovest del lago Ballano, dal quale è separato da una cresta rocciosa. Sia il lago Verde che il lago Ballano fanno parte del bacino idrografico del Cedra, affluente di sinistra dell'Enza.
Il lago si trova alla quota di 1.507 metri s.l.m., ha una profondità massima di 24 metri e una superficie di circa 5,90 ha. È da notare che l'area e la profondità dei laghi d'alta quota sono variabili in funzione delle precipitazioni atmosferiche (pioggia o neve), dello scioglimento delle nevi e dell'evaporazione dovuta all'irraggiamento solare. I valori indicati sono pertanto soggetti a variazioni.
Come per tutti i laghi situati in alta quota, la superficie del lago è ghiacciata e coperta di neve nel periodo invernale, a volte anche da metà novembre a fine aprile.

## Fauna e pesca
Per la sua notevole profondità il lago Verde è un ambiente ideale per la trota fario, con esemplari anche di grandi dimensioni. La pesca sportiva è però autorizzata solo se si è in possesso, oltre che della normale licenza di pesca, di un permesso rilasciato dal Comune di Monchio delle Corti.

## Dati sullo sbarramento
- Inizio lavori:1962
- Fine lavori: 1970
- Tipologia diga: gravità, a scogliera con manto metallico di tenuta
- Altezza dall'alveo: 86,5 m
- Altezza sul piano di fondazione: 42 m
- Altezza dal punto di fondazione: 52,7 m
- Sviluppo coronamento: 423 m
- Volume della diga: 890.000 m³
- Livello massimo invaso: 2529 mslm
- Capacità invaso: 7,20 m³ x 10⁶
- Superficie del bacino: 13,50 km²

## La diga
In prossimità del lago c'è una diga, costruita nel 1909 ed in seguito ristrutturata, che serviva ad alimentare assieme a quella del lago Ballano la centrale idroelettrica di Rigoso. La diga del lago Verde è fuori servizio dal 1964 per problemi di tenuta statica, mentre quella del lago Ballano è ancora in funzione e alimenta da sola la centrale. Le due dighe sono gestite attualmente dalla società Enel Green Power.
Nel 2008 l'Enel ha approvato un progetto preliminare per il parziale rifacimento di entrambe le dighe, ma ad agosto 2013 i cantieri non erano ancora aperti. Non è noto se e quando i lavori verranno effettuati.